# Ґалуґах (Бендер-Анзалі)
Ґалуґах (перс. گلوگاه) — село в Ірані, у дегестані Чагар-Фарізе, в Центральному бахші, шагрестані Бендер-Анзалі остану Ґілян. У переписі 2006 року вказане як окремий населений пункт, але без відомостей про чисельність населення.

## Клімат
Середня річна температура становить 14,27°C, середня максимальна – 26,86°C, а середня мінімальна – 0,99°C. Середня річна кількість опадів – 947 мм.
| Клімат поселення                              | Клімат поселення | Клімат поселення | Клімат поселення | Клімат поселення | Клімат поселення | Клімат поселення | Клімат поселення | Клімат поселення | Клімат поселення | Клімат поселення | Клімат поселення | Клімат поселення | Клімат поселення |
| Показник                                      | Січ.             | Лют.             | Бер.             | Квіт.            | Трав.            | Черв.            | Лип.             | Серп.            | Вер.             | Жовт.            | Лист.            | Груд.            |                  |
| Середній максимум, °C                         | 9,84             | 10,26            | 11,56            | 16,34            | 21,04            | 25,14            | 26,73            | 26,86            | 23,98            | 20,72            | 15,95            | 11,57            |                  |
| Середня температура, °C                       | 5,40             | 5,81             | 7,14             | 11,92            | 16,62            | 20,72            | 23,03            | 23,15            | 20,29            | 17,04            | 12,23            | 7,86             |                  |
| Середній мінімум, °C                          | 0,99             | 1,40             | 2,70             | 7,50             | 12,19            | 16,27            | 19,34            | 19,45            | 16,58            | 13,30            | 8,56             | 4,17             |                  |
| Норма опадів, мм                              | 98               | 76               | 74               | 49               | 39               | 25               | 18               | 47               | 101              | 155              | 137              | 128              |                  |
| Середньомісячна швидкість вітру, м/с          | 2.30             | 2.40             | 2.40             | 2.35             | 2.49             | 2.60             | 2.60             | 2.40             | 2.30             | 2.09             | 2.00             | 2.10             |                  |
| Середньомісячна сонячна радіація, кДж/м²·день | 6778             | 8968             | 11142            | 15839            | 20356            | 23080            | 23715            | 20122            | 16447            | 11097            | 8512             | 6474             |                  |
| --------------------------------------------- | ---------------- | ---------------- | ---------------- | ---------------- | ---------------- | ---------------- | ---------------- | ---------------- | ---------------- | ---------------- | ---------------- | ---------------- | ---------------- |
| Джерело:                                      |                  |                  |                  |                  |                  |                  |                  |                  |                  |                  |                  |                  |                  |